# Prakolczak
Prakolczak (Trinomys) – rodzaj ssaków z podrodziny Euryzygomatomyinae w obrębie rodziny kolczakowatych (Echimyidae).

## Rozmieszczenie geograficzne
Rodzaj obejmuje gatunki występujące endemicznie w Brazylii.

## Morfologia
Długość ciała (bez ogona) 141–246 mm, długość ogona 144–235 mm; masa ciała 100–350 g.

## Systematyka
Rodzaj zdefiniował w 1921 roku angielski zoolog Oldfield Thomas w artykule zatytułowanym O kolczakach z grupy Proechimys z południowo-wschodniej Brazylii, opublikowanym w czasopiśmie „The Annals and magazine of natural history'”ref name="Thomas" />. Gatunkiem typowym jest (oryginalne oznaczenie) prakolczak białokolcy (T. albispinus).

### Etymologia
Trinomys: łac. trinus ‘po trzy’; μυς mus, μυος muos ‘mysz’.

### Podział systematyczny
Do rodzaju należą następujące gatunki:
| Grafika | Gatunek              | Autor i rok opisu                                | Nazwa zwyczajowa       | Podgatunki         | Rozmieszczenie geograficzne | Podstawowe wymiary                              | Status IUCN |
| ------- | -------------------- | ------------------------------------------------ | ---------------------- | ------------------ | --- | ----------------------------------------------- | ----------- |
|         | Trinomys albispinus  | (I. Geoffroy Saint-Hilaire, 1838)                | prakolczak białokolcy  | 2 podgatunki       | Bahia, Minas Gerais i Sergipe; zakres wysokości: 800–1100 m n.p.m.                                                                         | DC: 15,3–19 cm DO: 14,8–17,5 cm MC: 120–230 g   | LC          |
|         | Trinomys eliasi      | Pessôa & S.F. dos Reis, 1993)                    | prakolczak skryty      | gatunek monotypowy | północno-wschodnie i wschodnie Rio de Janeiro                                                                                              | DC: 17–24 cm DO: 15–22 cm MC: 100–290 g         | NT          |
|         | Trinomys paratus     | (Moojen, 1948)                                   | prakolczak uzbrojony   | gatunek monotypowy | kilka miejsc w południowym Espírito Santo i wschodnio środkowym Minas Gerais; zakres wysokości: poniżej 400 m n.p.m.                       | DC: 18,7–27 cm DO: 17,1–23 cm MC: 195–350 g     | DD          |
|         | Trinomys yonenagae   | P.L.B. da Rocha, 1995                            | prakolczak kolonialny  | gatunek monotypowy | lewy brzeg środkowego biegu rzeki São Francisco (północno-zachodnia Bahia)                                                                 | DC: 14,1–19,5 cm DO: 16,9–22 cm MC: brak danych | EN          |
|         | Trinomys setosus     | (A.G. Desmarest, 1817)                           | prakolczak włochaty    | 2 podgatunki       | od przybrzeżnej Bahii i Espírito Santo na południe do wschodniego Minas Gerais i północnego Rio de Janeiro                                 | DC: 18–23 cm DO: 16,8–23 cm MC: 113–235 g       | LC          |
|         | Trinomys moojeni     | (Pessôa, J.A. de Oliveira & S.F. dos Reis, 1992) | prakolczak samotny     | gatunek monotypowy | południowe góry Serra do Espinhaço (wschodnio-środkowe Minas Gerais); zakres wysokości: powyżej 1000 m n.p.m.                              | DC: 15–18 cm DO: 14,4–17,2 cm MC: brak danych   | EN          |
|         | Trinomys mirapitanga | Lara, J.L. Patton & Hingst-Zaher, 2002           | prakolczak ciemnogłowy | gatunek monotypowy | południowe wybrzeża Bahii; zakres wysokości: 20–40 m n.p.m.                                                                                | DC: około 22 cm DO: 18,5–20 cm MC: około 259 g  | DD          |
|         | Trinomys dimidiatus  | (A. Günther, 1877)                               | prakolczak miękkokolcy | gatunek monotypowy | Rio de Janeiro i północne wybrzeże na granicy z São Paulo; zakres wysokości: 0–1000 m n.p.m.                                               | DC: 17–24 cm DO: 15–22 cm MC: 100–290 g         | LC          |
|         | Trinomys iheringi    | (O. Thomas, 1911)                                | prakolczak nizinny     | gatunek monotypowy | południowo-zachodnie Rio de Janeiro (wraz z wyspą Ilha Grande na południe od wybrzeża) i São Paulo; zakres wysokości: powyżej 600 m n.p.m. | DC: 18,5–22 cm DO: 17–22 cm MC: 139–233 g       | LC          |
|         | Trinomys gratiosus   | (Moojen, 1948)                                   | prakolczak delikatny   | 2 podgatunki       | góry Serra do Mar i Serra da Mantiqueira (Espírito Santo, Rio de Janeiro i Minas Gerais); zakres wysokości: powyżej 600 m n.p.m.           | DC: 16,3–23 cm DO: 15–22 cm MC: 162–270 g       | LC          |

Kategorie IUCN:  LC  – gatunek najmniejszej troski,  NT  – gatunek bliski zagrożenia,  EN  – gatunek zagrożony,  DD  – gatunki o nieokreślonym stopniu zagrożenia.